# Вулиця Князя Романа Мстиславича
Ву́лиця Кня́зя Рома́на Мстисла́вича — вулиця у Дніпровському районі міста Києва, житловий масив Північно-Броварський. Простягається від вулиці Андрія Малишка до проспекту Алішера Навої.
Прилучається Дарницький бульвар.

## Історія
Вулиця виникла у 1960-х роках XX століття під назвою Нова. У 1968 році отримала назву вулиця Генерала Жмаченка на честь радянського військового діяча, героя Битви за Дніпро, Героя Радянського Союзу Пилипа Жмаченка.. Того ж року на фасаді будинку № 18 було встановлено анотаційну мармурову дошку; 1978 року відкрито другий варіант дошки (граніт; архітектор А. Д. Корнєєв).
Сучасна назва на честь Великого князя київського Романа Мстиславича — з 2022 року.

## Установи та заклади

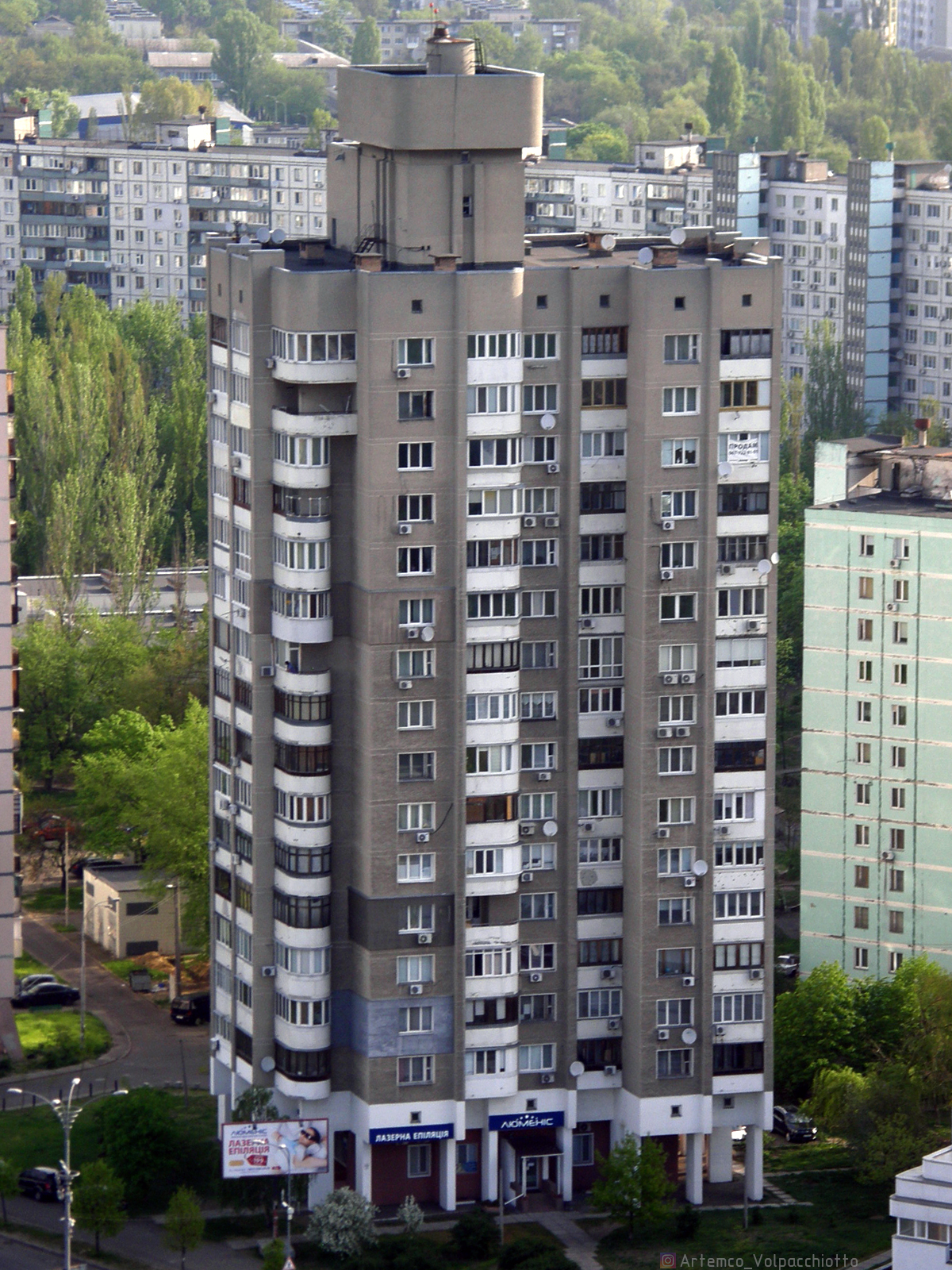
висотний будинок № 2

- Київський технікум готельного господарства
- Київський університет туризму, економіки і права (№ 26)
- Економіко-юридичне училище Київського університету туризму, економіки і права
- Гуманітарна гімназія «Гармонія» (№ 14)